# Киотский ботанический сад
Киотский ботанический сад (яп. デジタル植物園, «Kyōto Furitsu Shokubutsuen») — ботанический сад в Киото (Япония).
Ботанический сад открыт в 1924 году, в 1946—1960 годах не работал, повторно открыт в 1961 году. В 1992 году прошла обширная реконструкция и восстановление сада, в ходе которой построен крупный зимний сад, который был крупнейшим в Японии в то время.

## Описание ботанического сада
В коллекции ботанического сада около 120 тысяч растений 12000 видов, что делает ботанический сад одним из крупнейших в Японии.
Основные отделы ботанического сада:
- бамбуковый сад,
- выставка бонсай,
- сад камелий,
- коллекция вишен,
- сад в европейском стиле с розарием,
- цветники,
- сад гортензий,
- сад японских ирисов,
- коллекция японских растений,
- пруд лотосов,
- сад пионов,
- коллекция многолетних растений.

Ботанический сад также имеет оранжерейный комплекс площадью 4612 м2, который содержит около 25000 видов 4500 растений. Комплекс поделен на следующие зоны: зал ананасов, хищные и водные растения, бромелиевые, растения пустынь и саван, растения джунглей, орхидеи, комнатные растения, альпийские растения тропиков и полезные тропические растения.

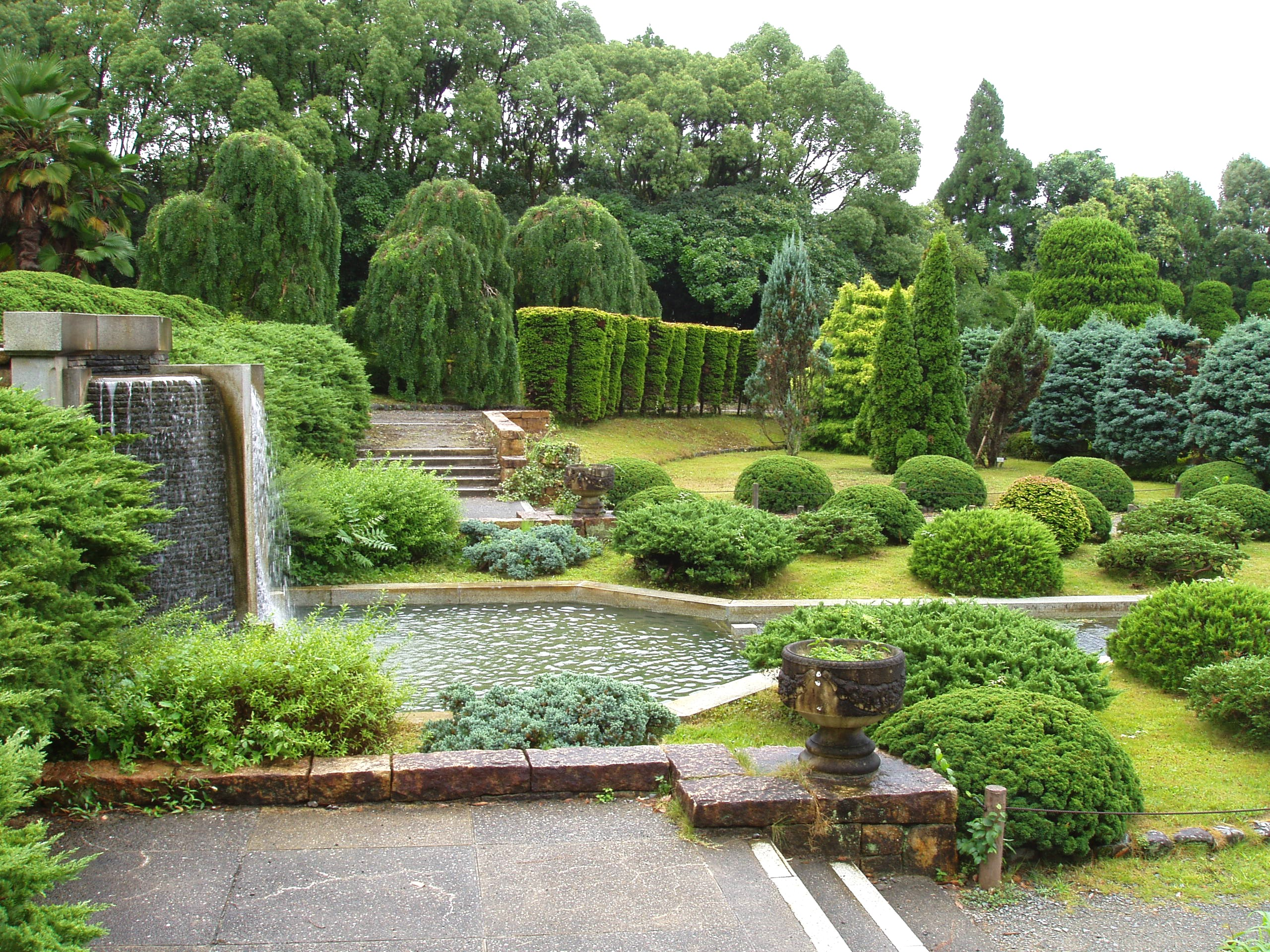
Искусственный водопад
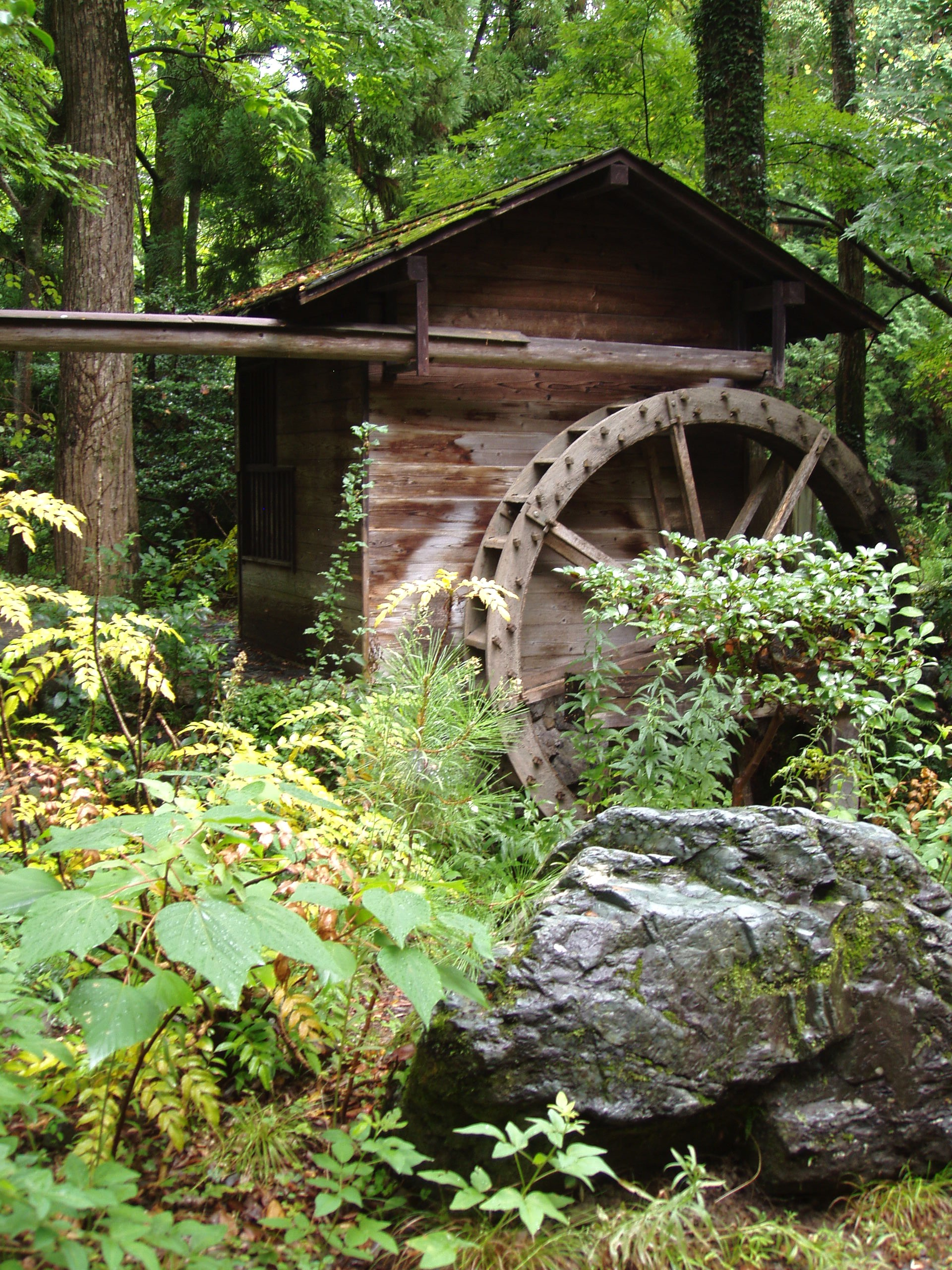
Водяная мельница